# Ельф (пістолет-кулемет)
9-мм пістолет-кулемет «Ельф» був створений в середині 1990-х років фахівцями Київського конструкторського бюро спецтехніки. Завданням при розробці цього пістолета-кулемета ставилося досягнення досить високих бойових характеристик.

## Детальніше про ПК «Ельф»
Автоматика пістолета-кулемета «Ельф» побудована на принципі напіввільного затвора, стрільба ведеться зі заднього шептала (з відкритого затвора), зброя здатна вести вогонь, як в самозарядному, так і в автоматичному режимах. Пістолет-кулемет (ПК) спроектований так, що працює практично без віддачі. В момент пострілу затворна рама рухається не назад, як у автомата Калашникова, а вперед. Зброя оснащена системою примусового охолодження повітрям, в якій затвор додатково виконує функцію повітряної помпи, проганяючи повітря через кожух навколо ствола. Навіщо така система потрібна пістолету-кулемету, що володіє до того ж достатньо низьким темпом стрільби —  питання лишається відкритим. «Ельф» не потребує ані очистки, ані змазки і не боїться іржі. В іншому пістолет-кулемет «Ельф» не відрізняється нічим особливим —  він має штамповану ствольну коробку, магазин вставляється в пістолетну рукоятку. В передній частині ствольної коробки розташовується додаткова складна передня рукоятка, яка служить також для зберігання запасного магазина. Приклад висувний, стальний. З тильної сторони рукоятки мається натискний важіль автоматичного запобіжника. Прицільні пристосування прості, відкритого типу. Живучість ствола становить 10000 пострілів.
В кінці 1990-х років зброярами КБС була розроблена модифікація пістолета-кулемета «Ельф» і отримала назву «Ельф-2», новий варіант «Ельфа» відрізняється використанням патрона 9×19 Luger, на 50 грам став важчий, на 56 міліметрів —  довший, а приклад —  на 36 міліметрів коротший, ефективна дальність покращилася на 50 метрів, а скорострільність —  на 50 пострілів. 
«Ельф-2», так само як і «Ельф-1», зовні схожий на ізраїльський Uzi. Порівнявши його з Uzi, то при однаковому калібрі в 9 мм «Ельф-2» поступає йому в ефективній дальності (150 проти 200 м) і в темпі стрільби (450 проти 600), але при цьому на 1200 грам легкий та на 54 міліметра короткий. Різницю в темпі стрільби загалом важко оцінювати як позитивну та негативну властивість —  все залежить від розв’язуваних тактичних задач. Таким чином, ми бачимо цілком надійний й боєпридатний пістолет-кулемет, що використовує широко розповсюджені на заході набої 9×19 Luger та Parabellum.
Попри те, що пістолети-кулемети «Ельф-1» та «Ельф-2» вийшли достатньо дешевими та простими у виробництві вони так і не були поставлені на озброєння, фінансові проблеми, складності зі залученням інвестицій, відсутність бази для проведення випробувань не дозволили довести їх до серійного виробництва. Подальші роботи над модернізацією пістолета-кулемета були припинені у зв’язку із закриттям КБС. У серійне виробництво «Ельф-1» та «Ельф-2» не були запущені, вони так і лишилися прототипами.

## Тактико-технічні характеристики
| Варіанти                             | Ельф-1                                                     | Ельф-2                                                     |
| ------------------------------------ | ---------------------------------------------------------- | ---------------------------------------------------------- |
| Тип зброї                            | пістолет-кулемет                                           | пістолет-кулемет                                           |
| Принцип роботи                       | напіввільний затвор                                        | напіввільний затвор                                        |
| Калібр                               | 9 мм                                                       | 9 мм                                                       |
| Тип патрона                          | 9×18 мм ПМ або Ultra                                       | 9×19 мм Parabellum або Luger                               |
| Кількість нарізів                    | 6 нарізів (полігональні)                                   | 6 нарізів (полігональні)                                   |
| Маса зброї з неспорядженим магазином | 2,45 кг                                                    | 2,5 кг                                                     |
| Маса зі спорядженим магазином        | 25 набоїв — 2,7 кг; 32 набоя — 2,77 кг                     | 25 набоїв — 2,807 кг; 32 набоя — 2,893 кг                  |
| Довжина зброї                        | 360 мм (приклад складений); 560 мм (приклад розкритий)     | 416 мм (приклад складений); 580 мм (приклад розкритий)     |
| Довжина ствола                       | 240 мм                                                     | 240 мм                                                     |
| Висота зброї                         | н.д.                                                       | н.д.                                                       |
| Ширина зброї                         | 38 мм                                                      | 38 мм                                                      |
| Боєпостачання                        | магазин знімний, коробчастого типу ємкістю 25 або 32 набоя | магазин знімний, коробчастого типу ємкістю 25 або 32 набоя |
| Початкова швидкість кулі             | 350 м/с                                                    | 452 м/с                                                    |
| Дальність ефективної дії             | 100 м                                                      | 150 м                                                      |
| Бойова швидкострільність             | 400 пострілів/хвилину                                      | 450 пострілів/хвилину                                      |
| Живучість ствола                     | 10000 пострілів                                            | 10000 пострілів                                            |

## Галерея

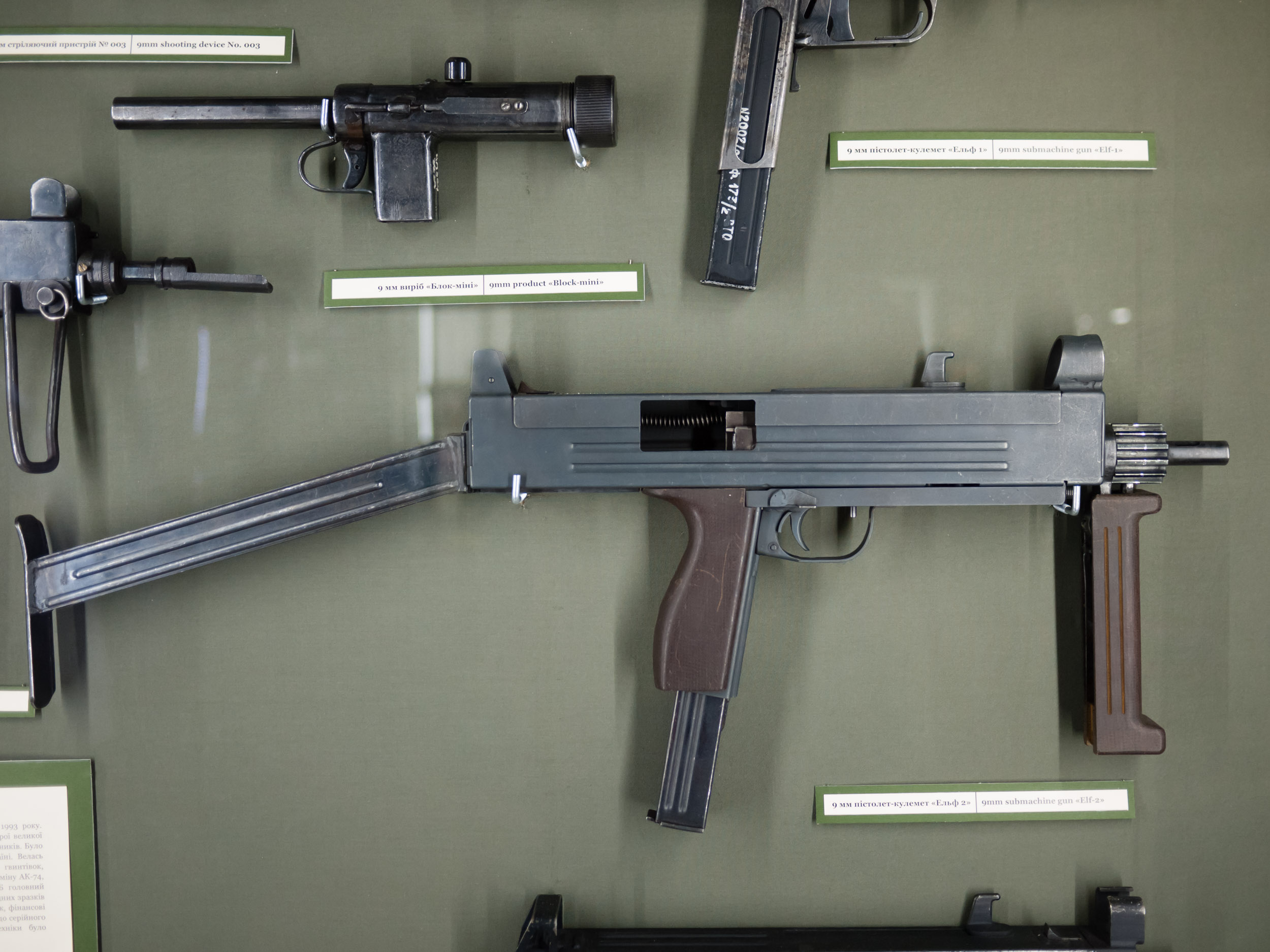
«Ельф-2»
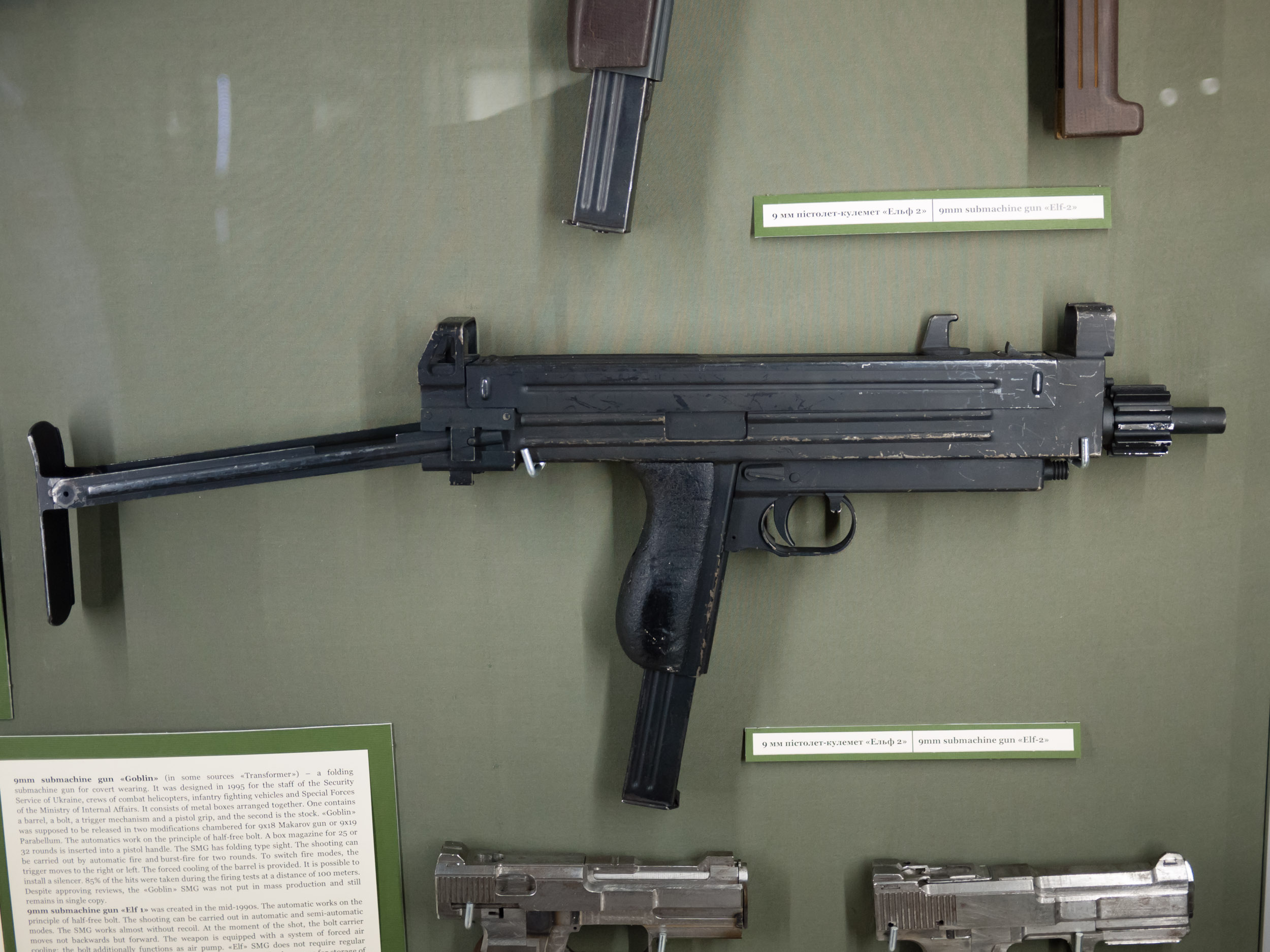
«Ельф-2»